# Meißner Schwein

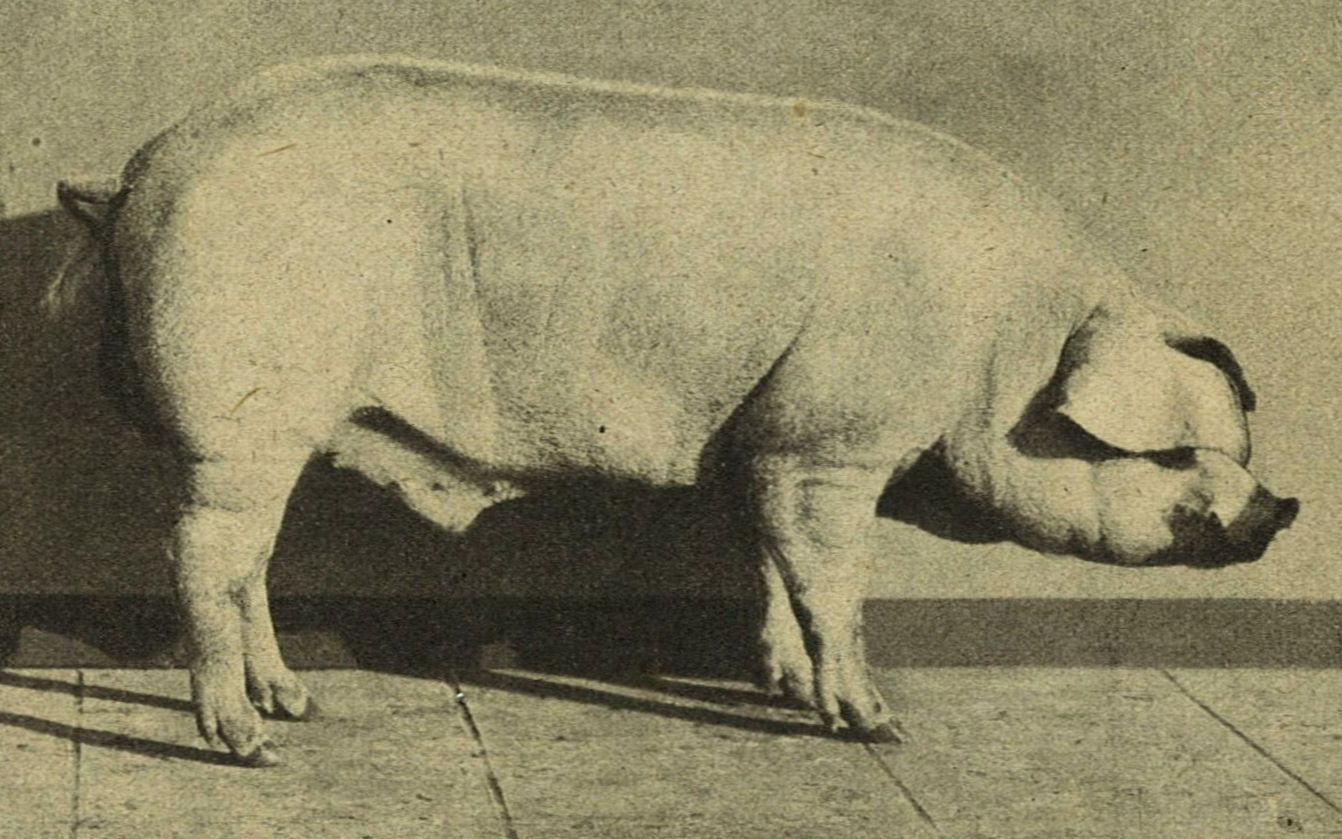
Der Eber Robust M 301, der als Inbegriff des Zuchtziels galt

Das Meißner Schwein oder Meißner Gebrauchsschwein war eine Schweinerasse aus der Gegend um Meißen in Sachsen.  
Die Anerkennung der Rasse erfolgte nach der zweiten DLG-Ausstellung 1888 in Breslau, wo sie 23 Preise erhielt. Noch im selben Jahr wurde die Zuchtgenossenschaft für das Meißner Gebrauchsschwein – wie es zur Entstehungszeit genannt wurde – gegründet. Diese Genossenschaft war der erste Zuchtverband für eine Schweinerasse im Deutschen Reich. In der Folge begannen erstmals auch kleinere Betriebe, sich züchterisch zu betätigen. Die schnell wachsende Organisation führte erstmals in Deutschland einen Körzwang ein. In der ersten Hälfte des zwanzigsten Jahrhunderts ist das Meißner Schwein durch Verdrängungskreuzung ausgestorben, und die Tiere wurden Bestandteil der Deutschen Landrasse. 
Seit 2008 wird versucht, die Bezeichnung wieder neu zu beleben und als regionales Markenzeichen und geschützte Kollektivmarke zu etablieren.

## Zuchtgeschichte

### Vorgeschichte der Schweinehaltung in Meißen
In der Zeit nach 1800 wurden im damaligen Königreich Sachsen im Vergleich zu anderen Gebieten Deutschlands relativ wenige Schweine gehalten. Sie dienten bevorzugt zur Eigenversorgung der Landwirtsfamilien und der kleinstädtischen Bevölkerung. Die wenigen Tiere pro Betrieb wurden meist als Ferkel aus Böhmen und Schlesien eingeführt, und eine eigene Schweinezucht war kaum vorhanden. Ab 1850 änderte sich die Produktionsweise der Landwirte. Die Kaufkraft der Bevölkerung stieg, und die Produktion verschob sich hin zu mehr vermarktungsfähigen Produkten. So stieg der Schweinefleischverzehr je Einwohner in Sachsen zwischen 1850 und 1900 von 11,8 auf 27,8 kg pro Jahr. In ungefähr derselben Zeit vervierfachte sich der Schweinebestand, was auch mit einer Änderung der Haltungsbedingungen weg von der Weide- und Eichelmast hin zu reiner Stallhaltung mit der Verfütterung von Kartoffeln und Getreide einherging. Meißen entwickelte sich zu dem Gebiet mit den meisten Schweinen in Sachsen. Die eher kleinbäuerliche Landwirtschaft in Verbindung mit den guten Standortbedingungen zum Ackerbau trug hierzu bei. Gegen Ende des 19. Jahrhunderts wurden rund ein Viertel aller Zuchtsauen Sachsens in der Amtshauptmannschaft Meißen gehalten.

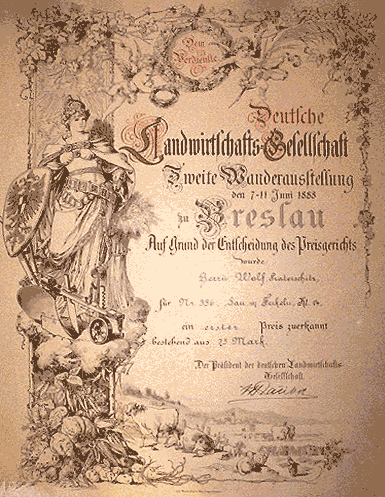
Urkunde anlässlich der DLG-Ausstellung 1888 in Breslau

Bis 1850 ähnelte das Hausschwein dem Wildschwein, mit dem es sich bei der Eichelmast auch immer wieder paarte. Die Mastleistungen waren im Gegensatz zur Zuchtleistung ziemlich unbefriedigend. In Meißen wurde ab 1846 begonnen, weiter entwickelte englische Rassen einzukreuzen, zuerst als einfache Gebrauchskreuzungen mit Ebern von robusten Suffolk-Schweinen und Yorkshire-Schweinen. Einer der ersten Züchter reinzüchtiger Schweine englischer Rassen war Hermann von Nathusius in Hundisburg (damals preußische Provinz Sachsen). In der breiten Landwirtschaft bewährten sich diese Gebrauchskreuzungen durch ihre besseren Masteigenschaften. Einzelne Züchter stellten 1865 erstmals reinrassige Schweine dieses englischen Typs auf einer Ausstellung aus. In der breiten Masse konnten sich die reinrassigen englischen Tiere allerdings nicht durchsetzen. Nur größere Gutsbetriebe waren in der Lage, die speziellen Fütterungs- und Haltungsbedingungen zu erfüllen und den finanziellen Aufwand des Imports neuer Tiere zur Vermeidung von Inzucht zu stemmen. Meißner Züchter begannen deshalb, die eigenen Schweine durch Einkreuzung vornehmlich von Suffolk-Schweinen zu veredeln. Das Ziel war dabei, die vorhandene Fruchtbarkeit zu erhalten und gleichzeitig frühreifere Schweine zu züchten, die als Mastschweine in einem Jahr ein Lebendgewicht von 120 bis 150 kg erreichen.

### Gründung des Zuchtverbands und Etablierung als erfolgreiche Rasse

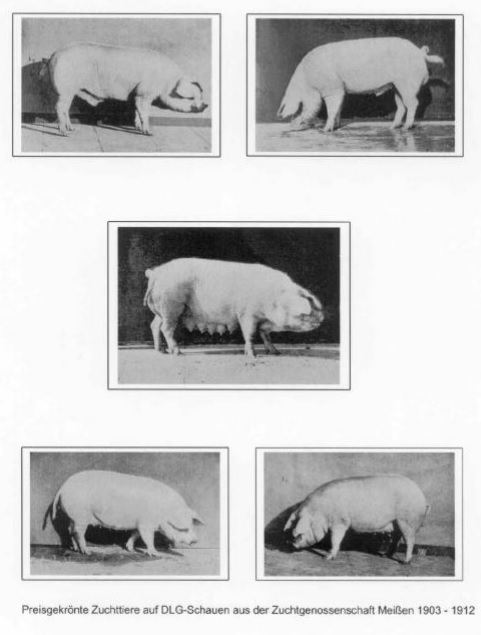
Preisgekrönte Meißner Schweine zwischen 1903 und 1912

1886 war eine eigene Rasse entstanden, die damals Meißner Gebrauchsschwein genannt wurde. Auf der zweiten DLG-Ausstellung 1888 in Breslau erzielten die ausgestellten Tiere (23 Eber, 31 Sauen mit Ferkeln und 28 tragende Jungsauen) 23 Preise, und die Rasse wurde von der Deutschen Landwirtschafts-Gesellschaft als eigene Rasse anerkannt. In der Folge wurde am 24. November 1888 die Zuchtgenossenschaft für das Meißner Schwein als erste Zuchtorganisation für Schweine im Deutschen Reich gegründet. Damit begannen erstmals auch kleinere Betriebe, sich züchterisch zu betätigen. Die schnell wachsende Organisation führte erstmals in Deutschland einen Körzwang ein. Bei der ersten Körung Ende 1889 wurden 800 Tiere nach ihren äußeren Merkmalen eingestuft.
Bis 1914 wurden sämtliche DLG-Ausstellungen, die zu der Zeit an verschiedenen Orten stattfanden, beschickt, und es wurden innerhalb von 25 Jahren fast 200 Preise gewonnen. Darunter waren sechs Ehrenpreise, fünf Siegerpreise und sechs Sammlungspreise. Ebenso wurden auf Mastviehausstellungen Preise mit Kollektionen von Meißner Schweinen gewonnen. In der Folge entwickelte sich ein florierender Handel mit Mastferkeln und Zuchttieren. Bis 1913 wurden 16.155 Zuchttiere verkauft. Für die Zeit von 1902 bis 1912 liegen Daten vor, dass 4094 Zuchttiere an insgesamt 1564 verschiedene Käufer verkauft wurden. Die überwiegende Zahl wurde mit 2003 Stück in andere Länder Deutschlands und 642 Stück ins europäische Ausland, Argentinien und Südafrika exportiert. Dadurch wurde das Meißner Schwein eine der Ausgangsrassen des veredelten Landschweins. Die wichtigste Einnahmequelle für die Landwirte blieb trotzdem der Mastferkelverkauf.
Schon ab 1889 wurden zentrale Eberaufzuchtstationen eingerichtet. Diese bestanden an wechselnden Standorten bei verschiedenen Landwirten und wurden von dem als Genossenschaft organisierten Zuchtverband mit Unterstützung der Landesregierung betrieben. Bis 1918 bildeten sich sieben wichtige Eberlinien heraus. Als der am ehesten dem Zuchtziel entsprechende Eber gilt Robust M 301, der während seiner zehnjährigen Deckperiode die Schweinezucht nachhaltig beeinflusste.

### Integration in Deutsche Landrasse durch Verdrängungskreuzung
Der Erste Weltkrieg bedeutete eine Zäsur auch für die Schweinehaltung. 1918 waren weniger als halb so viele Tiere in den Ställen wie 1900. Erst 1925 waren die Bestände wieder so groß wie ein Vierteljahrhundert zuvor. In den Folgejahren vergrößerten sich die Schweinebestände im Zuchtgebiet des Meißner Schweins stetig. Den Züchtern des Meißner Schweins war es zwar gelungen, ihr Zuchtmaterial zu bewahren, sie mussten sich allerdings nach dem Krieg größeren Einheiten anschließen, um weiter konkurrenzfähig zu sein. Dem diente 1920 die Gründung des Landesverbandes zur Züchtung des veredelten Landschweins (später Deutsche Landrasse) in Sachsen, dem sie im Gründungsjahr beitraten. In den ersten Jahren seines Bestehens stützte sich dieser auf die Meißner Züchter mit ihren Schweinen. Allmählich übernahmen allerdings Großbetriebe aus anderen sächsischen Regionen die Organisation des Zuchtverbands und festigten durch ihre wirtschaftliche Überlegenheit und durch das Besetzen aller Führungspositionen im Verband ihren Einfluss. Die Meißner Züchter waren als einer von fünf Kreisverbänden ohne Vertreter in den entscheidenden Gremien weitestgehend abhängig von den Beschlüssen anderer. Das gemeinsame Zuchtziel änderte sich hin zu einem robusteren Tier mit im Vergleich zum Meißner Schwein besserer Widerstandsfähigkeit. Die Gründe lagen in einer anderen Futtergrundlage in den anderen sächsischen Gebieten, vor allem im Mangel an eiweißreichem Futter wie Sojaschrot und Fischmehl, so dass die frohwüchsigen Meißner Schweine nicht adäquat ernährt werden konnten, um ihr Leistungspotential auszuschöpfen.
Spätestens ab 1936 wurde das Meißner Schwein in Rasseauflistungen nicht mehr genannt, sondern war Teil der Deutschen Landrasse. Tierzuchtinspektor Oskar Busch zog anlässlich des fünfzigjährigen Bestehens der Zuchtgenossenschaft 1938 das Fazit:

„Das eigentliche Meißner Schwein besteht als solches nicht mehr. Es ist vollkommen dem veredelten Landschwein zugehörig und erscheint als solches bei allen Veranstaltungen.“

Nur noch einzelne Tiere des Meißner Schweins wurden von wenigen Haltern weitergehalten, ohne dass eine organisierte Zucht stattfand.

### Versuch der Neuetablierung als Regionalmarke
Eine 2008 als Verein organisierte Zucht- und Vermarktungsgemeinschaft versucht seitdem, an die Tradition des Meißner Schweins anzuknüpfen. Eine Rasse, wie sie im Tierzuchtgesetz definiert ist, wird dabei aber nicht gezüchtet. Die fünf beteiligten Schweinehalter (Stand 2018) versuchen, regional zu vermarkten mit umwelt- und tierschutzgerechteren Haltungsbedingungen, die über die in der Tierschutz-Nutztierhaltungsverordnung beschriebenen Mindestanforderungen hinausgehen. Die Betriebe aus der Lommatzscher Pflege hatten teilweise schon früher Meißner Schweine gezüchtet. Die Schweine sollen dem ursprünglichen Meißner Schwein optisch ähneln, als Ferkel einheimisch geboren und nur mit regionalen Futtermitteln ernährt werden.

## Zuchtziel und äußeres Erscheinungsbild

### Zuchtverband 1888
1888 wurde es als Zuchtziel definiert, dass die Tiere frühreif und mittelschwer sein sollten. Die veredelten Landschweine sollten auch bei einfacher Fütterung und Haltung frohwüchsig und fruchtbar sein und dabei geeignet zur Erzeugung von feinem, mit Fett durchwachsenem Fleisch. Als Rassemerkmale galten:
- ein mäßig langer Kopf,
- eine breite, nicht steile Stirn,
- große Schlappohren,
- ein voller, kräftiger Hals,
- ein langer, tonnenförmiger Rumpf,
- ein gerader Rücken,
- ein breites, horizontales oder gewölbtes Becken,
- ein feinknochiges, gutgestelltes Fundament mit kräftigem Mittelfuß,
- glatt-elastische weiße Haut, bei der blaue Pigmentflecken zulässig waren,
- weißes, deckendes, nicht borstiges Haar,
- gut ausgeprägte Geschlechtsmerkmale mit mindestens zwölf ausgebildeten Zitzen.

Begonnen wurde mit fünfzehn verschiedenen Eberlinien, für die eine Leistungsprüfung auf geborene und abgesetzte Ferkel pro Wurf mit Gewichtsfeststellung durchgeführt wurde. Im Zuchtregister finden sich für drei Linien mit 271 Sauen Durchschnittswerte für die Zeit von 1888 bis 1914 von 10,3 geborenen Ferkeln je Wurf bei durchschnittlich 5,4 Würfen pro Sau. Immerhin 13 % der Sauen erreichten mehr als 10 Würfe.
Auch die Mast- und Schlachteigenschaften wurden von Beginn an geprüft, insbesondere, um den Fleischern Schweine in der von ihnen gewünschten Qualität zu liefern. 1891 wurde eine Vergleichsschlachtung mit einem Meißner Schwein und einem Yorkshire-Schwein durchgeführt, bei der sich das Meißner Schwein durch eine bessere Marmorierung mit geringerer Fettauflage auszeichnete.

### Heute

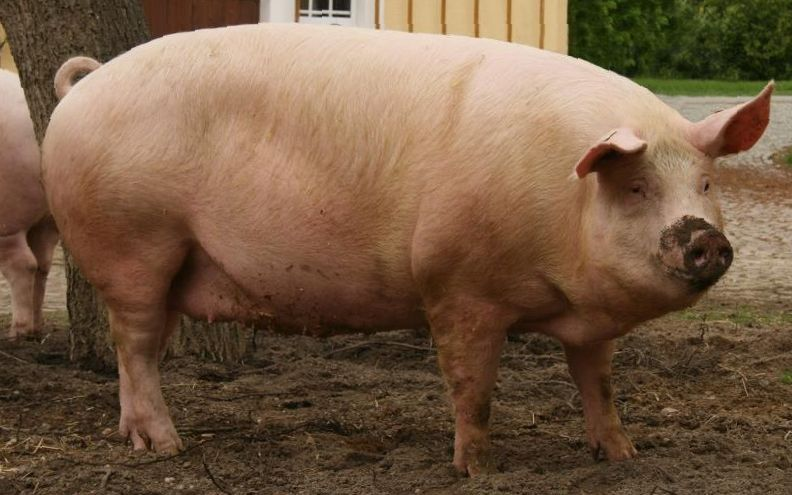
Meißner Landschwein
(2010 im Betrieb Merzdorf Leuben-Schleinitz)

Die heutigen Tiere sollen großrahmig und langgestreckt mit weißen Borsten auf weißer Haut im Landrassetyp sein. Kennzeichnend bleiben die Schlappohren. Das Gesäuge sollte auf jeder Seite mindestens sieben gut ausgebildete Zitzen haben, und es wird Wert auf ein stabiles Fundament gelegt. Heute (Stand 2018) veröffentlicht der Verein kein Zuchtziel und beschränkt sich in seinen Werbeaussagen mit dem Hinweis auf ein durch jahrelange Zucht erreichtes Leistungsniveau mit „höchster Fleischqualität“ auf ungefähre Angaben.